# Idrottsföreningen Kamraterna
Idrottsföreningen Kamraterna (trad. Camaraderie d'associations sportive), généralement utilisé sous la forme abrégée IFK,  désigne de nombreux clubs de sports en Suède mais aussi en Finlande. En 2004 l'IFK, fondée le 1er février 1895, comportait 164 clubs membres, soit 100 000 membres.

## Clubs membres
Parmi les clubs membres de l'IFK les plus connus, citons :
- IFK Göteborg (football, Suède)
- IFK Norrköping (football, Suède)
- IFK Helsingfors (football et hockey sur glace, Finlande)
- IFK Mariehamn (football, Finlande)
- IFK Paris (floorball, France)